# Rahila Bibi Kobra Alamshahi
Rahila Bibi Kobra Alamshahi (1967) es una política de Afganistán. En 2005 fue elegida para representar a la Provincia de Gazni en la Wolesi Jirga, la cámara baja del parlamento de Afganistán. Es miembro de los Hazara. Es profesora  y periodista. Vivió como refugiada en Irán durante 28 años.